# Abingdon (Virginia)
Abingdon ist ein Town und gleichzeitig Verwaltungssitz (County Seat) des Washington County im US-amerikanischen Bundesstaat Virginia. Das U.S. Census Bureau hat bei der Volkszählung 2020 eine Einwohnerzahl von 8.376 ermittelt.

## Geschichte
Das heutige Stadtgebiet lag bereits im 18. Jahrhundert an der stark frequentierten Wilderness Road, welche von vielen Pionieren der damaligen Zeit benutzt wurde. Im Jahre 1860 wurde das Gebiet Wolf Hills genannt, nachdem Wölfe die Hunde von Daniel Boone angegriffen hatten.
Abingdon wurde im Jahre 1778 offiziell gegründet und in den Bundesstaat von Virginia aufgenommen. Bereits zwei Jahre später diente die Stadt als Ausgangspunkt für den 300-Meilen-Marsch von Patrioten aus Virginia und South Carolina, welche bis nach Kings Mountain marschierten. Die dortige Schlacht galt als Wendepunkt im Unabhängigkeitskrieg.
Im Jahre 1860 wurde das Martha Washington College (benannt nach Martha Washington) eröffnet und im Jahre 1932 wieder geschlossen. Es wurde renoviert und im 1935 als Hotel The Martha wiedereröffnet.

## Galerie

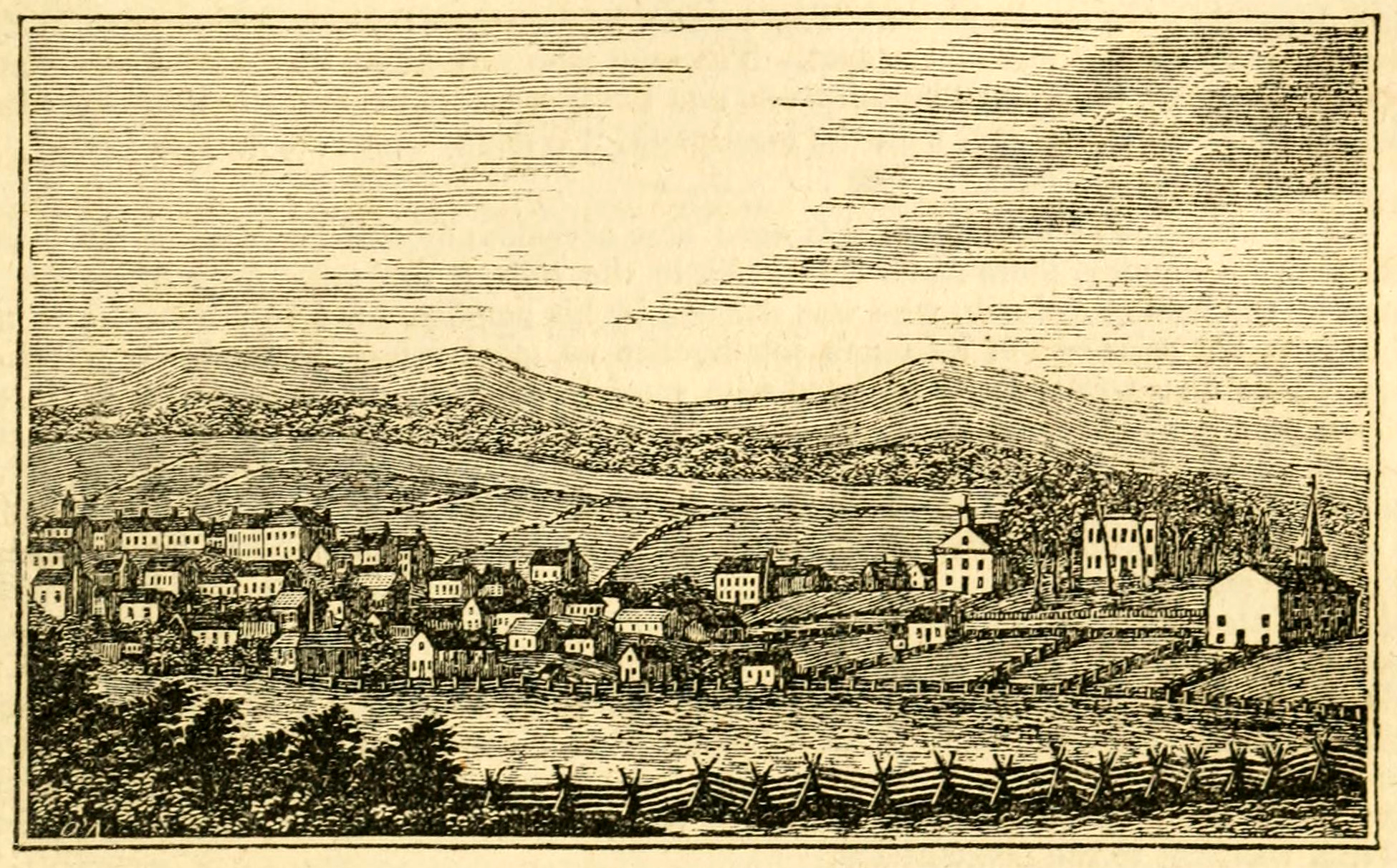
Historische Ansicht (1845)
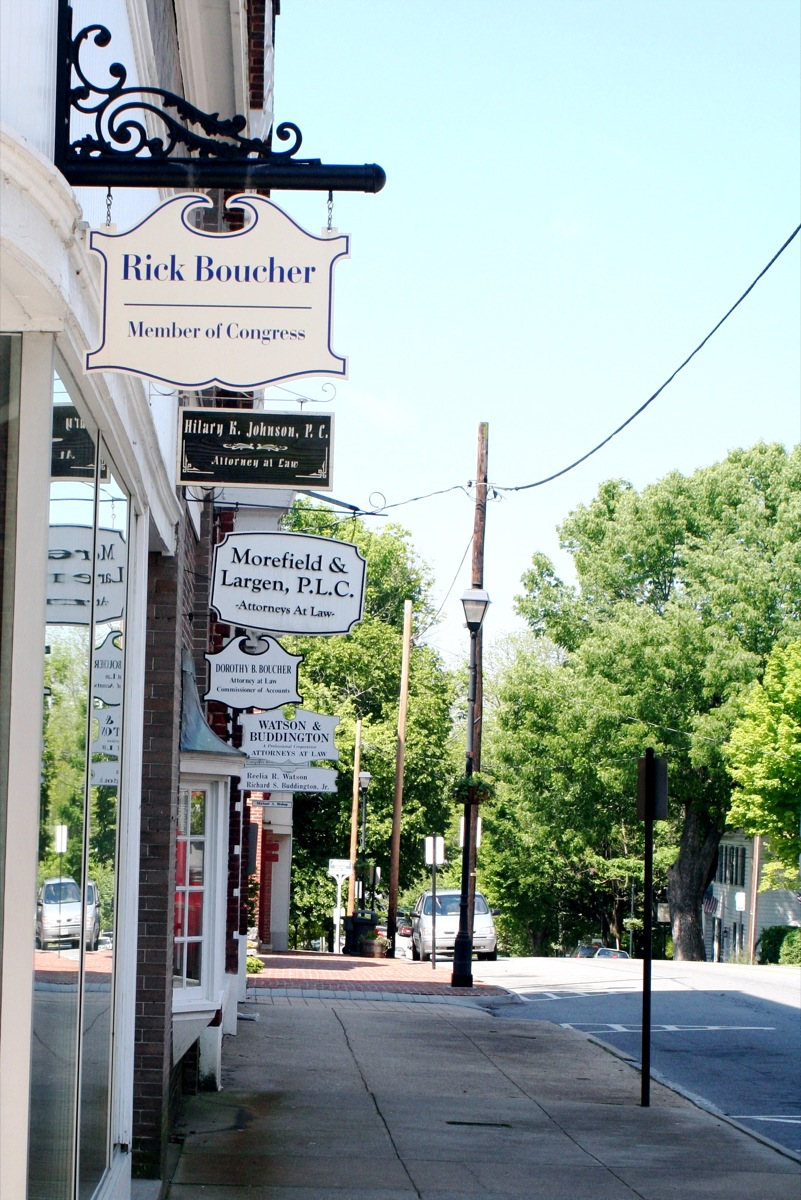
Downtown

## Persönlichkeiten
- Granville Henderson Oury (1825–1891), Politiker